# ماكدونل دوغلاس أم دي-11

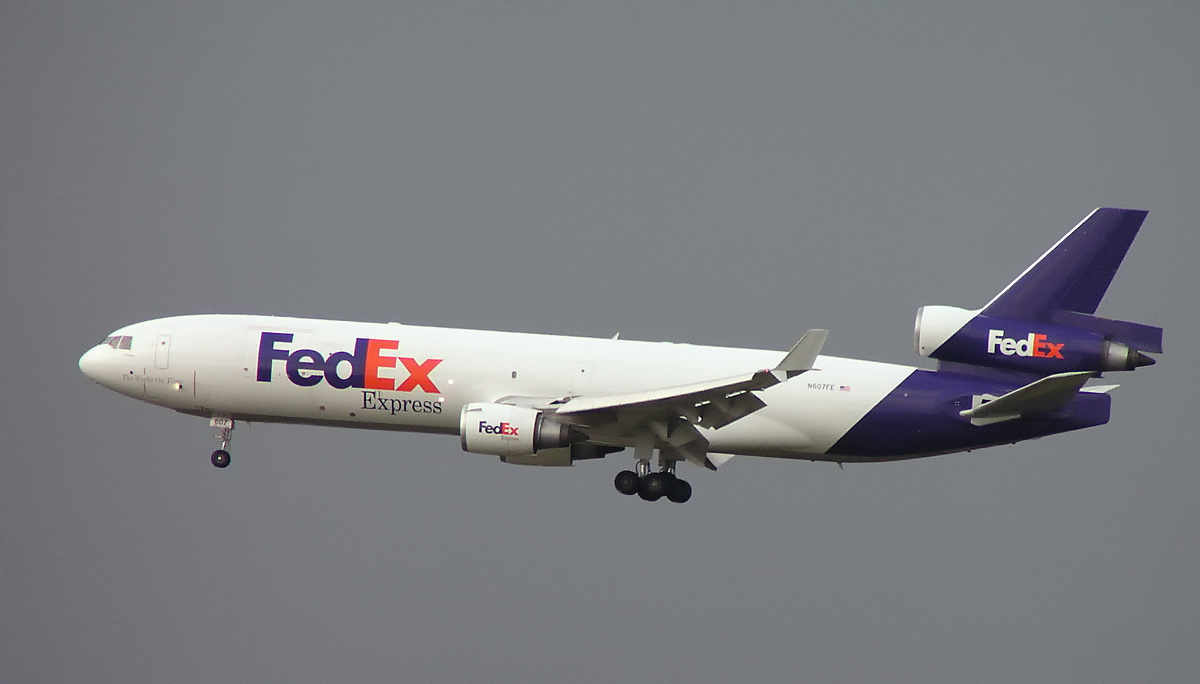
أم - دي 11 ذات 3 محركات تابعة لفيديكس إكسبرس

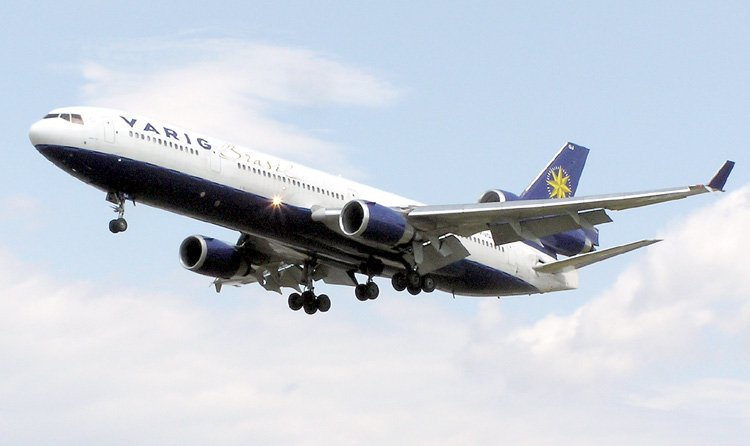
أم - دي 11 ذات 3 محركات - فاريغ

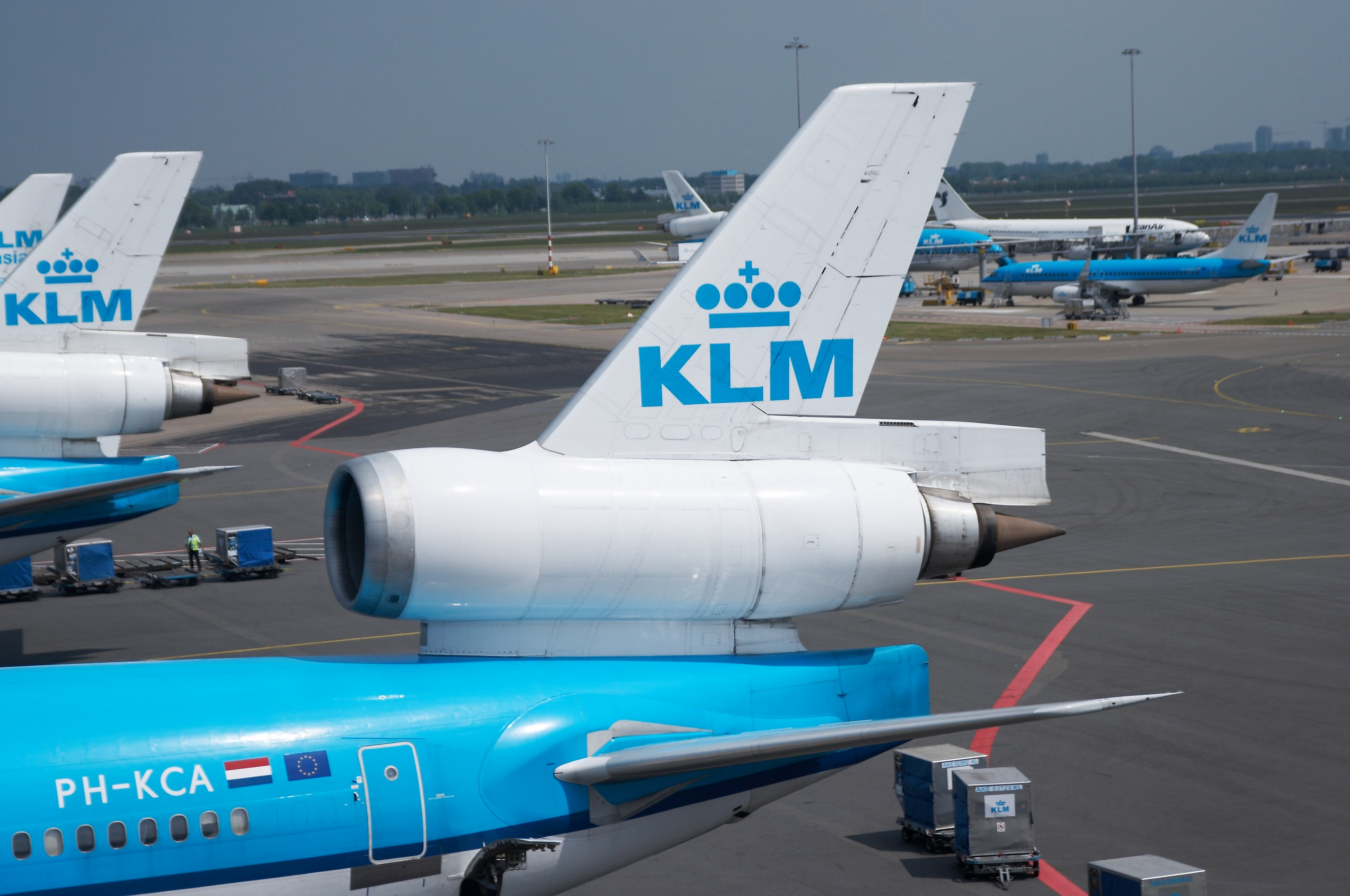
توضيح مكان المحرك الثالث - كي إل أم روايال آرلاينز

ماكدونال دوغلاس أم - دي 11، هي طائرة ثلاثية المحرك مصممة للنقل التجاري، مع محركان اثنان يتوسطان جناحيها والثالث يقع في قاعدة الموازن العمودي، وتعتبر طائرة ذات بدن واسع خلافا للطائرات السابقة، تنتجها شركة ماكدونال دوغلاس لصناعة الطائرات، وهي تعد نسخة مشابهة لـ دي - سي 10 (DC-10) ، مع طرف جناح مدبب ومرتفع إضافة إلى قمرة قيادة تحتوي على أحدث الشاشات الإلكترونية.

## تاريخ
- في 30 ديسمبر 1986، أطلقت طائرة أم دي 11 (MD 11)، مع طلبات لشراء 52 طائرة و40 اختيارا من 12 شركة طيران، ومنهم: أليتاليا، بريتتش كاليدونيان آروايز، فيديرال أكسبرس، فينار، الكورية، السويسرية، تهاي إنترناشيونال، فاريج والخطوط الإسكندنافية.

وتستخدم هذه الشركات أيضا دي سي 10 (DC-10) إضافة كل من شركة دراقونار وشركات التأجير كغينيس بيس آفيايشن وميتسوي.
النسخة الأولى لهذه الطائرة كانت في 9 (عدد) مارس 1988، والرحلة الأولى جرت في 10 (عدد) يناير 1990. وُقعت في 8 (عدد) نوفمبر والشحنة الأولى كانت في 29 نوفمبر من نفس السنة مع جهاز موجه لشركة الطيران الفنلندية.
- بعد شراء شركة بوينغ لـماكدونال دوغلاس في العام 1997. أعلنت بوينغ عن توقف إنتاج هذا النوع من الطائرات وكان ذلك في يونيو 1998. أبلغت البوينغ عن عزل أم - دي 11 من السوق وذلك لبيع أكثر طائرات لها حول العالم وهي طائرة بوينغ 777 والتي عوضت هذا العزل من الطائرات التي عددها 200 طائرة تم إنتاجه إلى غاية سنة 2000. الطائرتان الأخيرتان تبنتهما الجمعية العامة للخطوط في لونغ بيتش في شهري يونيو وسبتمبر في نفس السنة، وسلمتا إلى شركة لوفتهانزا كارقو في شهري يناير وفبراير من سنة 2001 على التوالي.
- معظم طائرات أم دي - 11 (MD-11)، تم تحويلها لاستخدامها في نقل البضائع. إن نسخة أم دي - 11 (MD-11) قادرة على حمل ما يقرب من 92 طنا من البضائع لمسافة 7310 كيلومترا، ويقدر حجم التحميل في المقصورة الرئيسية بـ 447 م³ و 194 م³ في القبو. الطائرات المدنية المنتمية لعائلة أم دي - 11 (MD-11) أنتجت في لونغ بيتش في كاليفورنيا من قبل ماكدونيل دوغلاس - من جانب قسم منتوجات دوغلاس التابع لبوينغ للطائرات التجارية.

تعتبر هذه الطائرة التجارية الوحيدة ذات قمرة قيادة كبيرة ثلاثية الأعمال، والتي تمتلك نظام آلي يقلل من قيام السائقين من بعض المهام.
- بدأت شركة البونغ بإطلاق خليفة لهذه الطائرة، مما سيزيد المنافسة بينها وبين شركة إيرباص، وهي طائرة بوينغ 200-LRF 777 (بعيدة المدى والشحن)، مما سيمكن هذه الطائرة من القدرة على تأدية شعاع بطول أكثر من 9000 كم. طالبت شركة فدرال إكسبرس بـ 15 طائرة من هذا النوع مدعومة بـ 15 خيارا. هذه النسخة مستمدة من بوينغ B777-200LR (بعيدة المدى) والتي غادرت الجمعية العامة للتسويق منذ سنة 2006.

## المواصفات
|                                        | MD-11 (ركاب) | MD-11CF (قابلة للتحويل كشحن) | MD-11F (شحن) | MD-11C (مدمجة) | MD-11ER (مدى أطول) |
| -------------------------------------- | --- | --- | --- | --- | --- |
| ركاب/منصات                             | 410 (درجة1) 323 (درجة2) 293 (درجة3) | 410 (درجة1) 323 (درجة2) 293 (درجة3) 26 منصة | 26 منصة | 410 (درجة1) 214 (درجة2) 181 (درجة3) 6 منصات | 410 (درجة1) 323 (درجة2) 293 (درجة3) |
| الطول                                  | 192 قدم 5 في (58.6 م) | 192 قدم 5 في (58.6 م) | 192 قدم 5 في (58.6 م) | 192 قدم 5 في (58.6 م) | 192 قدم 5 في (58.6 م) |
| باع الجناح                             | 169 قدم 6 في (51.70 م) | 169 قدم 6 في (51.70 م) | 169 قدم 6 في (51.70 م) | 169 قدم 6 في (51.70 م) | 169 قدم 6 في (51.70 م) |
| مساحة الجناح                           | 3,648 قدم2 (339 م2) بما فيهما الزعانف | 3,648 قدم2 (339 م2) بما فيهما الزعانف | 3,648 قدم2 (339 م2) بما فيهما الزعانف | 3,648 قدم2 (339 م2) بما فيهما الزعانف | 3,648 قدم2 (339 م2) بما فيهما الزعانف |
| ارتفاع الذيل                           | 57 قدم 9 في (17.60 م) | 57 قدم 9 في (17.60 م) | 57 قدم 9 في (17.60 م) | 57 قدم 9 في (17.60 م) | 57 قدم 9 في (17.60 م) |
| الوزن الأقصى للطائرة عند الإقلاع *     | standard: 602,500 رطل (273,300 كـغ) الوزن: 630,500 رطل (286,000 كـغ) | standard: 625,000 رطل (283,000 كـغ) الوزن: 630,500 رطل (286,000 كـغ) | standard: 610,000 رطل (280,000 كـغ) الوزن: 630,500 رطل (286,000 كـغ) | standard: 610,000 رطل (280,000 كـغ) heavy: 630,500 رطل (286,000 كـغ) | 630,500 رطل (286,000 كـغ) |
| أقصى وزن للهبوط                        | 430,000 رطل (200,000 كـغ) | 471,500 رطل (213,900 كـغ) optional: 481,000 رطل (218,000 كـغ) (218,405 كيلو) | 491,500 رطل (222,900 كـغ) | 458,000 رطل (208,000 كـغ) | 491,500 رطل (222,900 كـغ) |
| الوزن الفارغ                           | 283,975 رطل (128,809 كـغ) | 288,296 رطل (130,769 كـغ) | 248,567 رطل (112,748 كـغ) | 283,975 رطل (128,809 كـغ) | 291,120 رطل (132,050 كـغ) |
| أقصى مسافة للإقلاع عند الحمولة الكاملة | 10,300 قدم (3,100 م) | 10,300 قدم (3,100 م) | 10,300 قدم (3,100 م) | 10,300 قدم (3,100 م) | 10,300 قدم (3,100 م) |
| أقصى مدى                               | 6,840 ميل بحري (12,655 كم) | : 6,840 ميل بحري (12,655 كم) Freight: 3,950 ميل بحري (7,310 كم) | 3,950 ميل بحري (7,310 كم) | 6,720 ميل بحري (12,435 كم) | 7,240 ميل بحري (13,408 كم) |
| أقصى سرعة                              | 0.88 ماخ (587 ميل/س، 945 كم/ساعة، 520 عقدة) | 0.88 ماخ (587 ميل/س، 945 كم/ساعة، 520 عقدة) | 0.88 ماخ (587 ميل/س، 945 كم/ساعة، 520 عقدة) | 0.88 ماخ (587 ميل/س، 945 كم/ساعة، 520 عقدة) | 0.88 ماخ (587 ميل/س، 945 كم/ساعة، 520 عقدة) |
| سرعة العبور                            | 0.82 ماخ (544 ميل/س، 876 كم/س، 473 عقدة) | 0.82 ماخ (544 ميل/س، 876 كم/س، 473 عقدة) | 0.82 ماخ (544 ميل/س، 876 كم/س، 473 عقدة) | 0.82 ماخ (544 ميل/س، 876 كم/س، 473 عقدة) | 0.82 ماخ (544 ميل/س، 876 كم/س، 473 عقدة) |
| المحركات الثلاث                        | برات آند ويتني بي دبليو 4460 (PW4460) بقوة دفع 60,000 رطل - 270 كيلو نيوتن برات آند ويتني بي دبليو 4462 (PW4462) بقوة دفع 62,000 رطل (280 كيلو نيوتن) جنرال الكتريك جنرال الكتريك سي إف 6-80سي2دي1إف (CF6-80C2D1F) بقوة دفع 61,500 رطل (274 كيلو نيوتن) | برات آند ويتني بي دبليو 4460 (PW4460) بقوة دفع 60,000 رطل - 270 كيلو نيوتن برات آند ويتني بي دبليو 4462 (PW4462) بقوة دفع 62,000 رطل (280 كيلو نيوتن) جنرال الكتريك جنرال الكتريك سي إف 6-80سي2دي1إف (CF6-80C2D1F) بقوة دفع 61,500 رطل (274 كيلو نيوتن) | برات آند ويتني بي دبليو 4460 (PW4460) بقوة دفع 60,000 رطل - 270 كيلو نيوتن برات آند ويتني بي دبليو 4462 (PW4462) بقوة دفع 62,000 رطل (280 كيلو نيوتن) جنرال الكتريك جنرال الكتريك سي إف 6-80سي2دي1إف (CF6-80C2D1F) بقوة دفع 61,500 رطل (274 كيلو نيوتن) | برات آند ويتني بي دبليو 4460 (PW4460) بقوة دفع 60,000 رطل - 270 كيلو نيوتن برات آند ويتني بي دبليو 4462 (PW4462) بقوة دفع 62,000 رطل (280 كيلو نيوتن) جنرال الكتريك جنرال الكتريك سي إف 6-80سي2دي1إف (CF6-80C2D1F) بقوة دفع 61,500 رطل (274 كيلو نيوتن) | برات آند ويتني بي دبليو 4460 (PW4460) بقوة دفع 60,000 رطل - 270 كيلو نيوتن برات آند ويتني بي دبليو 4462 (PW4462) بقوة دفع 62,000 رطل (280 كيلو نيوتن) جنرال الكتريك جنرال الكتريك سي إف 6-80سي2دي1إف (CF6-80C2D1F) بقوة دفع 61,500 رطل (274 كيلو نيوتن) |

## المميزات
- لدى طائرة أم دي 11، 5 نسخ مخنلفة الاختصاص. تتسع لحوالي 254 راكبا في الدرجات الثلاث وترتفع إلى 410 مقعد في حالة الدرجة الواحدة.
- إمكانية طائرة أم - دي 11 تخولها القدرة على الإقلاع كوزن أقصى يقدر بـ 273,29 طن ما يعادل 7630 ميل بحري (12270 كم) إضافة إلى 285 راكبا وأمتعتهم.
- النسخة (أي آر)، بها خزان للوقود، سعته 285.99 طن وهي تكفي لرحلة طولها 13270 كم، وترتفع إلى 13100 وتصل سرعتها 954 كم/س (0.87 ماخ)، سرعة الإقلاع لديها تقدر بـ 340 كم/س، والهبوط بسرعة 274 كم/س.
- لدى أم - دي 11 ثلاثة محركات من إنتاج جنرال إلكتريك (CF6-80C2)، وبرات آند ويتني (4460 أو 4462). طول الطائرة 61.2 م وهي أطول من سابقتها دي - سي 10 ثلاثية المحركات، وتحمل 50 راكبا زيادة عنها.

## شركات الطيران وأم - دي 11
- بين عامي 1990 و 2001، سلمت طائرات الأم - دي 11 إلى شركات الطيران التالية: الخطوط الجوية الإيطالية، الخطوط الجوية الأمريكية (أميركان إيرلاينز)، الخطوط الجوية الصينية، خطوط شرق الصين الجوية، سيي بيرد، دلتا إيرلاينز، إيفا للطيران، فيدكس، فين إير، جارودا إندونيسيا، الخطوط الجوية اليابانية، كي إل إم الخطوط الجوية الملكية الهولندية، الخطوط الجوية الكورية، إل تي أو آرلاينز إنترناشيونال، لوفتهانزا للشحن، مارتينار هولاند، الخطوط الجوية العربية السعودية، حكومة المملكة العربية السعودية، ترانسميل آر سرفيز، أونيتاد بارسل سيرفرز، فاريغ، خطوط العالم الجوية، آر وايز إنترناشيونال، تشاي آروايز إنترناشيونال.

## حوادث
- طائرة الصين الشرقية رحلة رقم 583، تأرجحت بشدة في 6 أبريل 1993 بسبب سوء استخدام أدوات توجيه الطيران. مما أدى إلى وفاة اثنان من الركاب.
- طائرة فيديكس إكسبرس الرحلة 14، N611FE، تحطمت خلال هبوطها في مطار نيوآرك ليبرتي الدولي وكان ذلك في يوم 31 يوليو، 1997. انقلبت الطائرة على ظهرها فاحترقت، وذلك بعد محاولة للهبوط بسبب الإنارة غير المتوازنة.
- كوريا للطيران الرحلة 6316  [لغات أخرى]‏، تحطمت بعد إقلاعها بقليل في 15 أبريل سنة 1999 وذلك بسبب خطأ بشري معلوماتي من مساعد الطيار.
- سويسرا للطيران الرحلة 111 المتجهة من نيويورك إلى جنيف سقطت بالمحيط الأطلسي في 2 سبتمبر 1998. وقع الحادث قبالة هاليفاكس في كندا بسبب اشتعال نار في توصيلة وحدة ترفيه لكرسي راكب إضافي، بدأت النيران بالاشتعال بمقدمة الطائرة وتطورت بشكل سريع ففُقدت السيطرة عليها ولم ينج من الركاب البالغ عددهم 229 أي أحد.

- رحلة لوفتهانزا للشحن 8460 27 يوليو 2010 قادمة من فرانكفورت إلى مطار الملك خالد الدولي في الرياض وقبل هبوطها بقليل اشتعلت النيران في منطقه التخزين بمؤخرة الطائرة وذلك قبل هبوطها وهذا ما يؤكده برج المراقبة عند تلقيه طلب الاستغاثة.